# Borský Mikuláš
Borský Mikuláš es un municipio en la Eslovaquia en distrito de Senica en la región de Trnava.

## Geografía
El municipio está localizado a una altitud de 197 metros y tienes un área de 49,982 km². Tiene una población de 4.020 personas.

## Demografía
| Año        | 1994 | 2004    | 2014    | 2024    |
| ---------- | ---- | ------- | ------- | ------- |
| Población  | 3826 | 3879    | 3937    | 4002    |
| Diferencia |      | +1,38 % | +1,49 % | +1,65 % |

| Año        | 2023 | 2024    |
| ---------- | ---- | ------- |
| Población  | 4020 | 4002    |
| Diferencia |      | −0,44 % |